# ISLAND (비디오 게임)
ISLAND(아일랜드)는 프런트윙이 개발한 일본의 미스터리 로맨스 비주얼 노벨이다. 마이크로소프트 윈도우용으로 2016년 4월 28일 출시되었다. 나중에 플레이스테이션 비타, 플레이스테이션 4, 닌텐도 스위치용으로 프로토타입이 배급을 맡아 이식되었다. 이 비주얼 노벨의 영어판은 스팀을 통해 2018년 8월 출시되었다. 총 12화의 일본의 애니메이션 텔레비전 시리즈 각색판은 Feel.이 맡았으며 2018년 7월부터 9월 사이 방영되었다. 대부분의 프론트윙 출시판들과 달리 ISLAND는 에로게 분류에 속하지 않는다.